# Коханенко Євген Теодорович
Євген Теодорович Коханенко (справжнє прізвище: Кохан, 10 лютого 1886, Винятинці, нині Заліщицький район, Тернопільська область — 16 жовтня 1955, Полтава) — український актор і режисер, Заслужений артист УРСР (1930). Чоловік Климентини Коханової та Марії Шульги.

## Біографія
Після закінчення учительської семінарії у м. Львів (1905) — актор театру товариства «Руська бесіда» (до 1914). У 1917—1918 рр. січовий стрілець.
Співорганізатор труп драматичного театру ім. Лесі Українки в м. Києві, 1-го робітничо-селянського театру на Одещині (1924—1925), українського театру «Жовтень» у м. Ленінград (1930—1931, нині Санкт-Петербург, РФ).
Працював у театрах міст Одеса, Харків, Умань (Черкаська область), Полтава, Вінниця, Київському українському драматичному театрі ім. І. Франка (1922—1946, з перервами).
Помер актор і режисер Є. Коханенко в 1955 році в Полтаві.

## Театральні ролі
- Возний («Наталка Полтавка» І. Котляревського),
- Курц («Хазяїн» І. Карпенка-Карого),
- Антоніо («Багато галасу даремно» В. Шекспіра)

## Фільмографія
- «Чистка» (рахівник)
- 1930 — «Крокувати заважають» — Микита Кіндратович
- 1932 — «Люлі-люлі, дитино» — Стах Поплюйко
- «Моє»
- «Мак цвіте»
- 1934 — «Кришталевий палац» — антиквар
- 1935 — «Дивний сад» — Приходько
- 1936 — «Троє з однієї вулиці» — власник типографії